# Amblypodia japonica
Amblypodia japonica is een vlinder uit de familie van de Lycaenidae. De wetenschappelijke naam van de soort is voor het eerst geldig gepubliceerd in 1875 door Murray.